# Angeleyes
Angeleyes is een nummer van de Zweedse groep ABBA, afkomstig van hun zesde studioalbum Voulez-Vous. Het nummer is geschreven door Benny Andersson en Björn Ulvaeus en opgenomen in 1978. 
In juli 1979 bracht de band de single met het titelnummer van het album uit. In het Verenigd Koninkrijk en Ierland stond Angeleyes als dubbele A-kant op de single en werd het daarmee een grote hit, met een piek op nummer 3.  In andere landen was Angeleyes de B-kant van Voulez-Vous.
Drie maanden nadat de single was uitgebracht werd Angeleyes opgenomen op het verzamelalbum Greatest Hits Vol. 2. Angeleyes maakte in de loop der jaren ook deel uit van tal van andere ABBA-compilaties, waaronder More ABBA Gold: More ABBA Hits (1993); de boxset Thank You for the Music (1994) en The Definitive Collection (2001)  Het stond niet op ABBA's dubbelalbumcompilatie The Singles: The First Ten Years uit 1982 of ABBA Gold: Greatest Hits uit 1992, ABBA's bestverkochte album. 
In 2022 werd Angeleyes populair op TikTok Dat jaar haalde het nummer ook voor het eerst een notering in de Top 2000 van NPO Radio 2.

## NPO Radio 2 Top 2000
| Nummer met noteringen in de NPO Radio 2 Top 2000 | '22  | '23  | '24  |
| ------------------------------------------------ | ---- | ---- | ---- |
| Angeleyes                                        | 1024 | 1148 | 1205 |

1. ↑  Een vetgedrukt getal geeft de hoogste notering aan.
2. ↑  2022 was het eerste jaar met een notering voor dit nummer.